# Saint-Martin-Lacaussade
Pour les articles homonymes, voir Saint-Martin.
Saint-Martin-Lacaussade est une commune du Sud-Ouest de la France, dans le département de la Gironde (région Nouvelle-Aquitaine).
Ses habitants se nomment les Saint-Martinois et Saint-Martinoises.

## Géographie

### Localisation
Commune viticole située dans le Blayais au nord-est de Blaye.

### Communes limitrophes
Les communes limitrophes sont Saint-Genès-de-Blaye, Blaye, Cars, Saint-Paul et Saint-Seurin-de-Cursac.
|       | Saint-Genès-de-Blaye    | Saint-Seurin-de-Cursac |
| Blaye | Saint-Martin-Lacaussade | Saint-Paul             |
|       | Cars                    |                        |

### Climat
Pour des articles plus généraux, voir Climat de la Nouvelle-Aquitaine et Climat de la Gironde.
Historiquement, la commune est exposée à un climat océanique aquitain.  
En 2020, Météo-France publie une typologie des climats de la France métropolitaine dans laquelle la commune est exposée à un climat océanique et est dans la région climatique  Aquitaine, Gascogne, caractérisée par une pluviométrie abondante au printemps, modérée en automne, un faible ensoleillement au printemps, un été chaud (19,5 °C), des vents faibles, des brouillards fréquents en automne et en hiver et des orages fréquents en été (15 à 20 jours).
Pour la période 1971-2000, la température annuelle moyenne est de 13 °C, avec une amplitude thermique annuelle de 14,3 °C. Le cumul annuel moyen de précipitations est de 876 mm, avec 11,9 jours de précipitations en janvier et 6,5 jours en juillet. Pour la période 1991-2020, la température moyenne annuelle observée sur la station météorologique la plus proche, située sur la commune de Pauillac à 10 km à vol d'oiseau, est de 14,0 °C et le cumul annuel moyen de précipitations est de 857,0 mm,. Pour l'avenir, les paramètres climatiques de la commune estimés pour 2050 selon différents scénarios d’émission de gaz à effet de serre sont consultables sur un site dédié publié par Météo-France en novembre 2022.

## Urbanisme

### Typologie
Au 1er janvier 2024, Saint-Martin-Lacaussade est catégorisée petite ville, selon la nouvelle grille communale de densité à sept niveaux définie par l'Insee en 2022.
Elle appartient à l'unité urbaine de Blaye, une agglomération intra-départementale regroupant neuf  communes, dont elle est une commune de la banlieue,,. Par ailleurs la commune fait partie de l'aire d'attraction de Blaye, dont elle est une commune du pôle principal,. Cette aire, qui regroupe 13 communes, est catégorisée dans les aires de moins de 50 000 habitants,.

### Occupation des sols

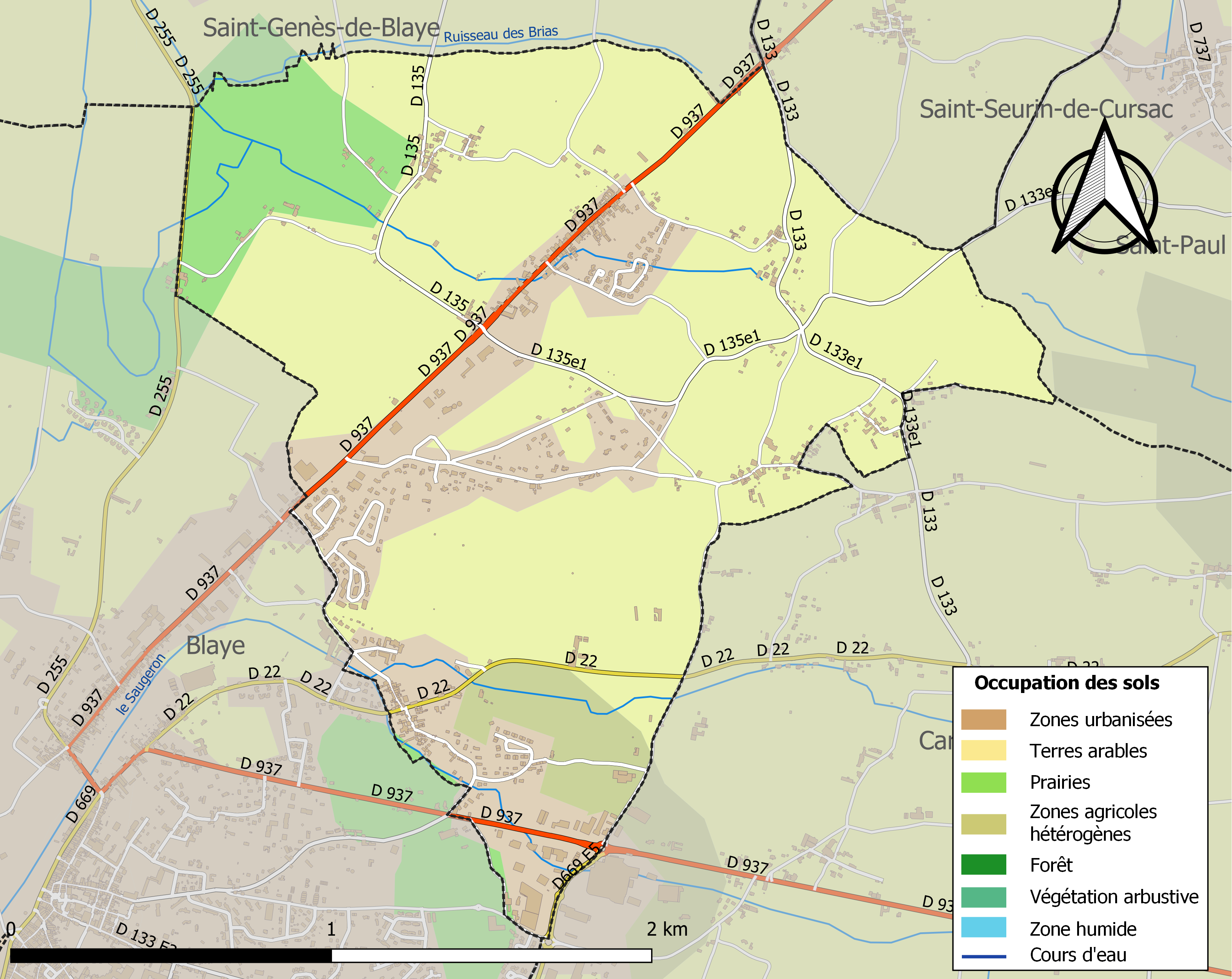
Carte des infrastructures et de l'occupation des sols de la commune en 2018 (CLC).

L'occupation des sols de la commune, telle qu'elle ressort de la base de données européenne d’occupation biophysique des sols Corine Land Cover (CLC), est marquée par l'importance des territoires agricoles (79,1 % en 2018), en diminution par rapport à 1990 (89,2 %). La répartition détaillée en 2018 est la suivante : 
cultures permanentes (66,8 %), zones urbanisées (20,9 %), prairies (8,3 %), zones agricoles hétérogènes (4 %). L'évolution de l’occupation des sols de la commune et de ses infrastructures peut être observée sur les différentes représentations cartographiques du territoire : la carte de Cassini (XVIIIe siècle), la carte d'état-major (1820-1866) et les cartes ou photos aériennes de l'IGN pour la période actuelle (1950 à aujourd'hui).

### Risques majeurs
Le territoire de la commune de Saint-Martin-Lacaussade est vulnérable à différents aléas naturels : météorologiques (tempête, orage, neige, grand froid, canicule ou sécheresse), inondations, mouvements de terrains et séisme (sismicité faible). Il est également exposé à un risque technologique, le risque nucléaire. Un site publié par le BRGM permet d'évaluer simplement et rapidement les risques d'un bien localisé soit par son adresse soit par le numéro de sa parcelle.

#### Risques naturels
Certaines parties du territoire communal sont susceptibles d’être affectées par le risque d’inondation par débordement de cours d'eau. La commune a été reconnue en état de catastrophe naturelle au titre des dommages causés par les inondations et coulées de boue survenues en 1982, 1986, 1988, 1992, 1999, 2003 et 2009,.
Les mouvements de terrains susceptibles de se produire sur la commune sont des tassements différentiels.

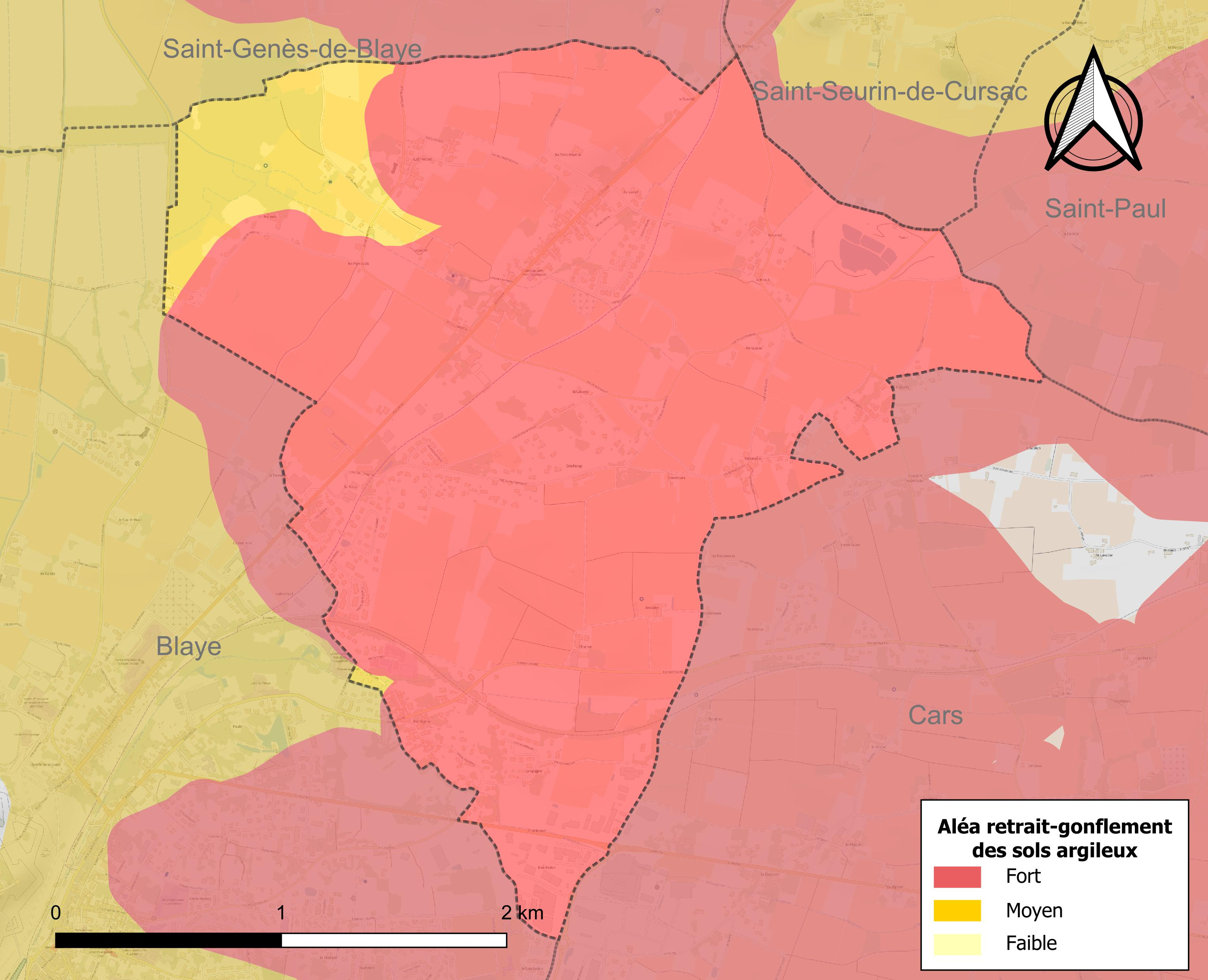
Carte des zones d'aléa retrait-gonflement des sols argileux de Saint-Martin-Lacaussade.

Le retrait-gonflement des sols argileux est susceptible d'engendrer des dommages importants aux bâtiments en cas d’alternance de périodes de sécheresse et de pluie. La totalité de la commune est en aléa moyen ou fort (67,4 % au niveau départemental et 48,5 % au niveau national). Sur les 518 bâtiments dénombrés sur la commune en 2019, 518 sont en aléa moyen ou fort, soit 100 %, à comparer aux 84 % au niveau départemental et 54 % au niveau national. Une cartographie de l'exposition du territoire national au retrait gonflement des sols argileux est disponible sur le site du BRGM,.
Concernant les mouvements de terrains, la commune a été reconnue en état de catastrophe naturelle au titre des dommages causés par la sécheresse en 1989, 1990, 2003, 2005, 2011 et 2017 et par des mouvements de terrain en 1999.

#### Risques technologiques
La commune étant située totalement dans le périmètre du plan particulier d'intervention (PPI) de 20 km autour de la centrale nucléaire du Blayais, elle est exposée au risque nucléaire. En cas d'accident nucléaire, une alerte est donnée par différents médias (sirène, sms, radio, véhicules). Dès l'alerte, les personnes habitant dans le périmètre de 2 km se mettent à l'abri. Les personnes habitant dans le périmètre de 20 km peuvent être amenées, sur ordre du préfet, à évacuer et ingérer des comprimés d’iode stable,,.

## Toponymie
Le nom de la commune (la chaussée, en occitan) évoque l'ancienne voie romaine le long de laquelle l'église a été construite.
Depuis les repeuplements postérieurs à la guerre de Cent Ans, le Blayais comme la Saintonge, auparavant en langue d'oc, sont passés dans le domaine du parler d'oïl, et le dialecte est le saintongeais.

## Histoire

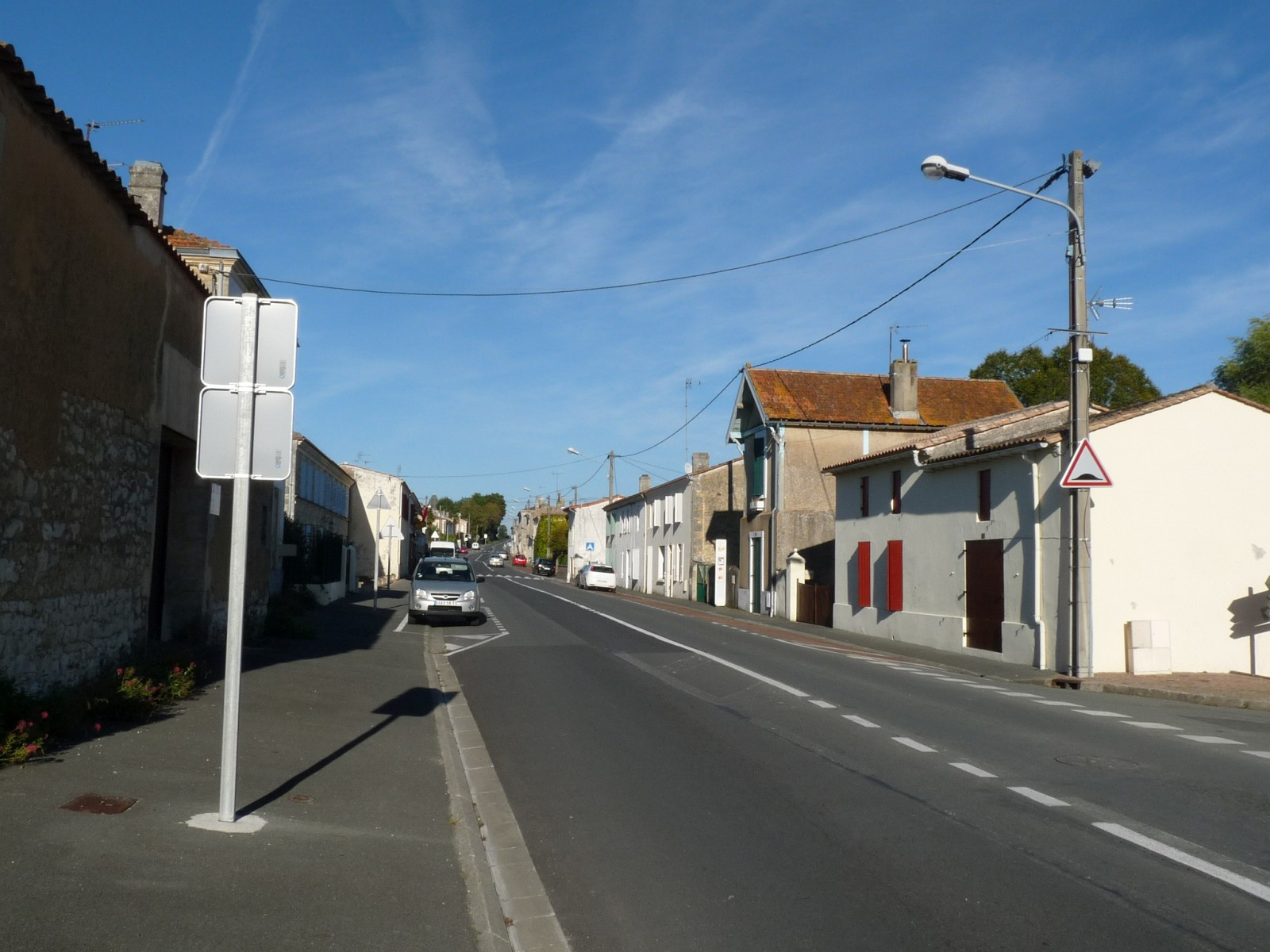
La D937, ancienne route nationale 137

L'ancienne voie romaine de Bordeaux à Saintes par Blaye traverse la commune.
Placée sous la protection du grand évêque de Tours, Saint-Martin-Lacaussade se développe grâce à sa situation sur un axe de passage très ancien, tracé déjà à l’époque gallo-romaine.La découverte, vers 1929, d’un lot de monnaies romaines et d’un site du haut Empire encore occupé au IVe siècle, au lieu-dit Les Lauriers, prouve le peuplement ancien du lieu.
D'après la légende, Martin de Tours s’arrête dans le village à l'occasion d'un déplacement pour évangéliser la région et les habitants le prennent dès lors comme saint patron. Situé sur une voie romaine, le village est pendant des siècles une halte possible sur cet axe de communication important. Jusqu'en 1789, la commanderie templière d'Arsins, appartenant par la suite aux hospitaliers de Saint-Jean-de-Jérusalem, possède des biens sur la commune. Une chapelle leur appartenant, aujourd'hui disparue, est signalée à la Cassidouce.
Au XIXe siècle, quatre édifices d'époques différentes prennent le nom de château, désignant alors des exploitations viticoles. Il s'agit de Charron, Labarre, Miquelon et Dejean. Les deux premiers, les plus importants, sont d'anciennes maisons nobles.
Aujourd'hui, avec le développement de la zone commerçante, la viticulture n’est plus la principale activité de la commune. Saint-Martin-Lacaussade n’en est pas moins une importante productrice des Blaye-côtes-de-bordeaux et Côtes-de-blaye.

## Politique et administration

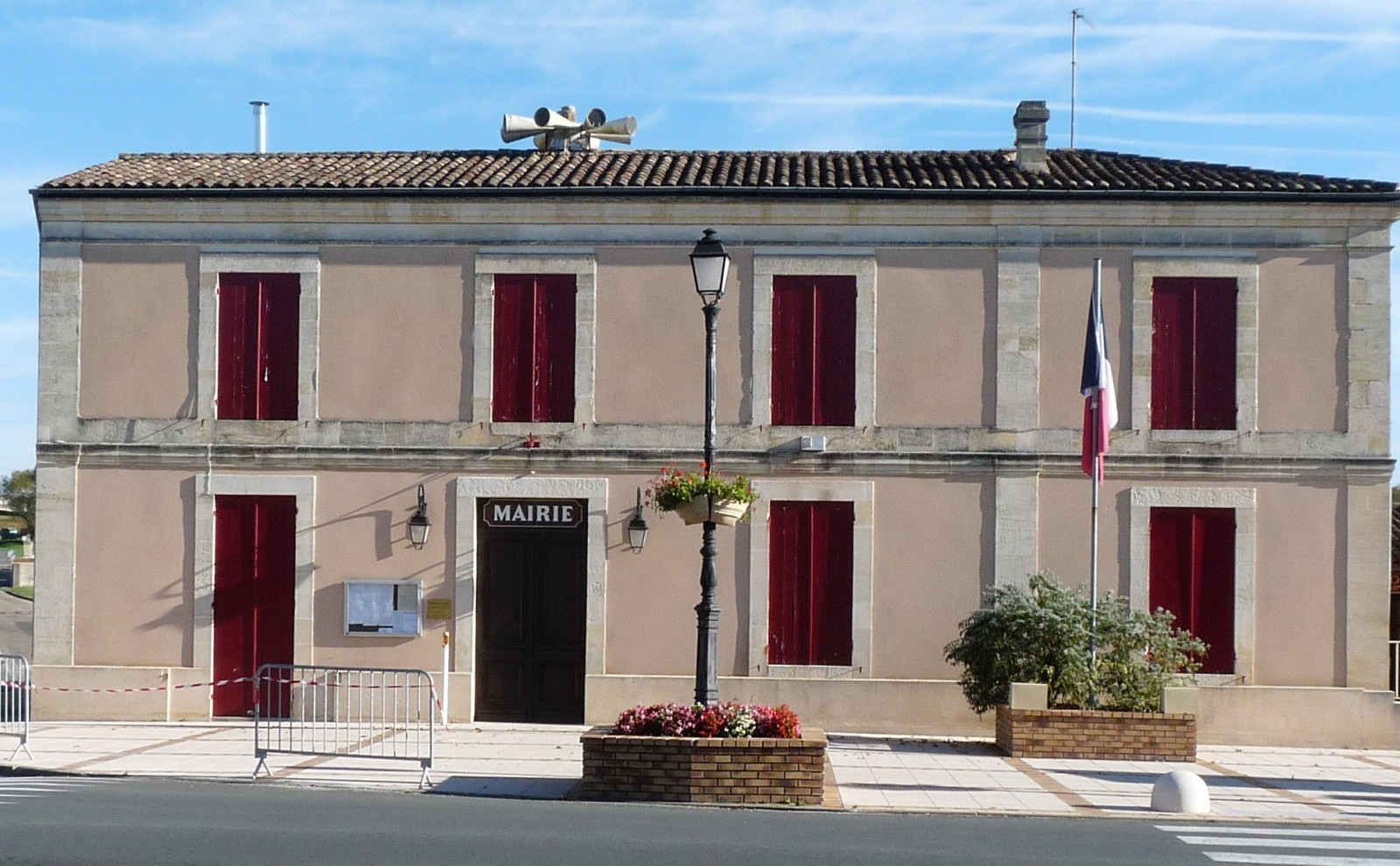
La mairie

| Période                                  | Période  | Identité            | Étiquette | Qualité |
| ---------------------------------------- | -------- | ------------------- | --------- | ------- |
| Les données manquantes sont à compléter. |          |                     |           |         |
| 1966                                     | 1971     | André Clerc         |           |         |
| 1971                                     | 2008     | Jacques Narbonne    | DVD       |         |
| 2008                                     | 2020     | Bernard Margueritte | DVD       |         |
| 2020                                     | En cours | Julien Bedis        |           |         |

## Démographie
L'évolution du nombre d'habitants est connue à travers les recensements de la population effectués dans la commune depuis 1793. Pour les communes de moins de 10 000 habitants, une enquête de recensement portant sur toute la population est réalisée tous les cinq ans, les populations de référence des années intermédiaires étant quant à elles estimées par interpolation ou extrapolation. Pour la commune, le premier recensement exhaustif entrant dans le cadre du nouveau dispositif a été réalisé en 2008.

En 2022, la commune comptait 1 166 habitants, en évolution de +7,37 % par rapport à 2016 (Gironde : +6,91 %, France hors Mayotte : +2,11 %).
| 1793 | 1800 | 1806 | 1821 | 1831 | 1836 | 1841 | 1846 | 1851 |
| ---- | ---- | ---- | ---- | ---- | ---- | ---- | ---- | ---- |
| 744  | 724  | 774  | 721  | 790  | 724  | 719  | 815  | 829  |

| 1856 | 1861 | 1866 | 1872 | 1876 | 1881 | 1886 | 1891 | 1896 |
| ---- | ---- | ---- | ---- | ---- | ---- | ---- | ---- | ---- |
| 800  | 831  | 867  | 840  | 810  | 795  | 786  | 808  | 892  |

| 1901 | 1906 | 1911 | 1921 | 1926 | 1931 | 1936 | 1946 | 1954 |
| ---- | ---- | ---- | ---- | ---- | ---- | ---- | ---- | ---- |
| 855  | 835  | 752  | 671  | 643  | 620  | 588  | 545  | 596  |

| 1962 | 1968 | 1975 | 1982 | 1990 | 1999 | 2006 | 2008 | 2013  |
| ---- | ---- | ---- | ---- | ---- | ---- | ---- | ---- | ----- |
| 568  | 588  | 595  | 791  | 798  | 856  | 986  | 999  | 1 103 |

| 2018  | 2022  | - | - | - | - | - | - | - |
| ----- | ----- | - | - | - | - | - | - | - |
| 1 150 | 1 166 | - | - | - | - | - | - | - |

## Tourisme
La commune de Saint-Martin-Lacaussade fait partie du réseau « Blaye Bourg Terres d’Estuaire » regroupant depuis 2018 les Offices de Tourisme de Blaye, Bourg Cubzaguais, Saint-Ciers-sur-Gironde et Saint-Savin.

## Équipements, services et vie locale

### Enseignement
L'école Yves-Coppens est située dos à la mairie.
Cette école primaire dont la direction et les classes inférieures sont à Cars, comporte ici trois classes : CE2, CM1 et CM2. Elle contient une cantine.
La ville accueille également un Centre de formation par alternance de la 4e au baccalauréat, la Maison familiale rurale.

### Culture

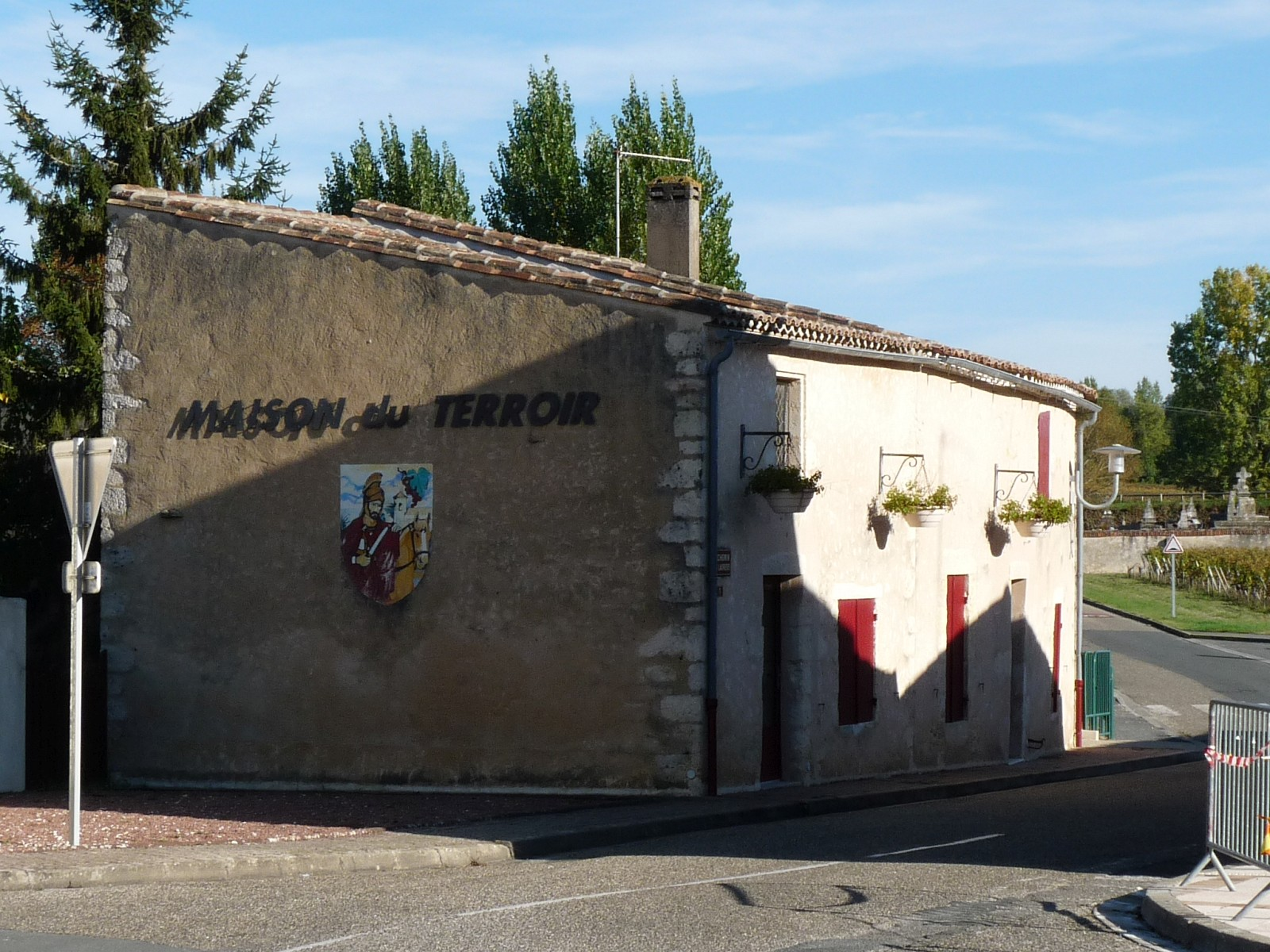
La Maison du Terroir

La bibliothèque, également appelée Maison du Terroir, se situe entre la mairie et l'école ; une fois par semaine s'y déroule un atelier informatique pour tous niveaux de connaissance.
La bibliothèque départementale de prêt (BDP) prête régulièrement de nombreux ouvrages. Des livres sont achetés chaque année en plus des dons des habitants.

### Sports
- tir à l'arc
- aïkido
- capoeira
- gymnastique
- Pilates
- badminton
- marche nordique

## Lieux et monuments
- L'église paroissiale Saint-Martin a été construite aux XIIe et XIIIe siècles, avec un clocher-porche sur la paroi ouest. Le chevet et le clocher sont inscrits au titre des monuments historique en 1925[22].

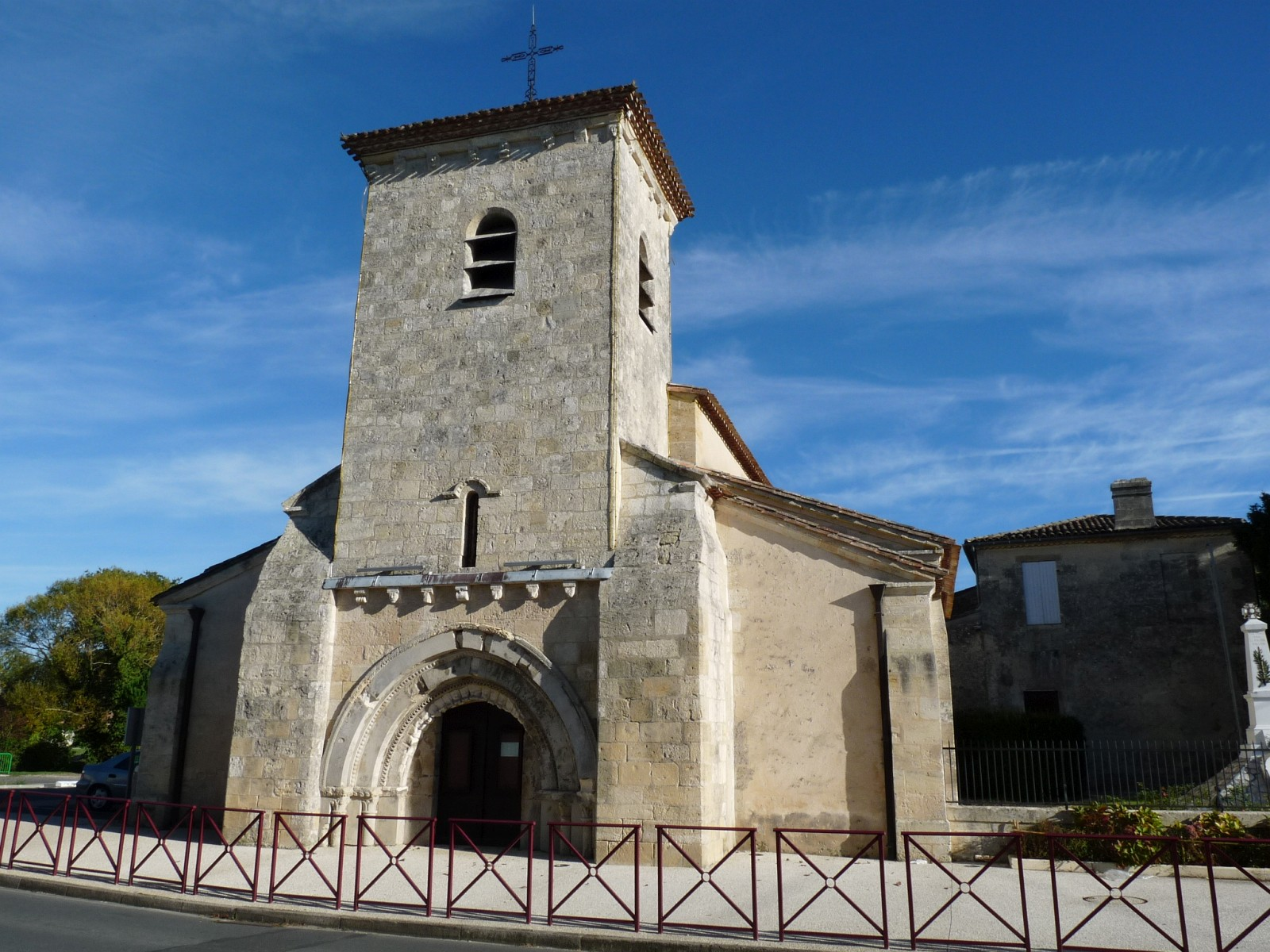
Façade et clocher de l'église
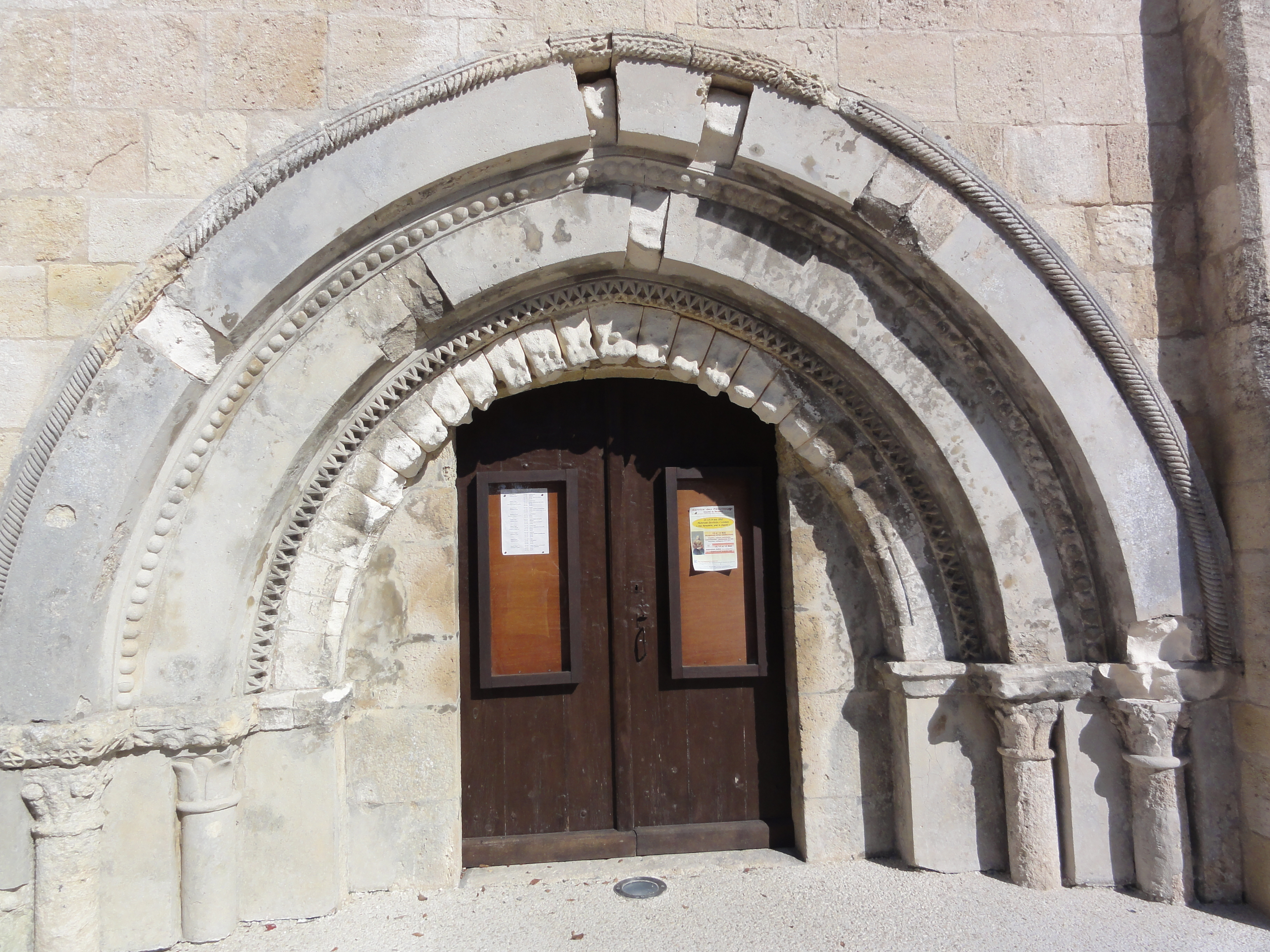
Le porche
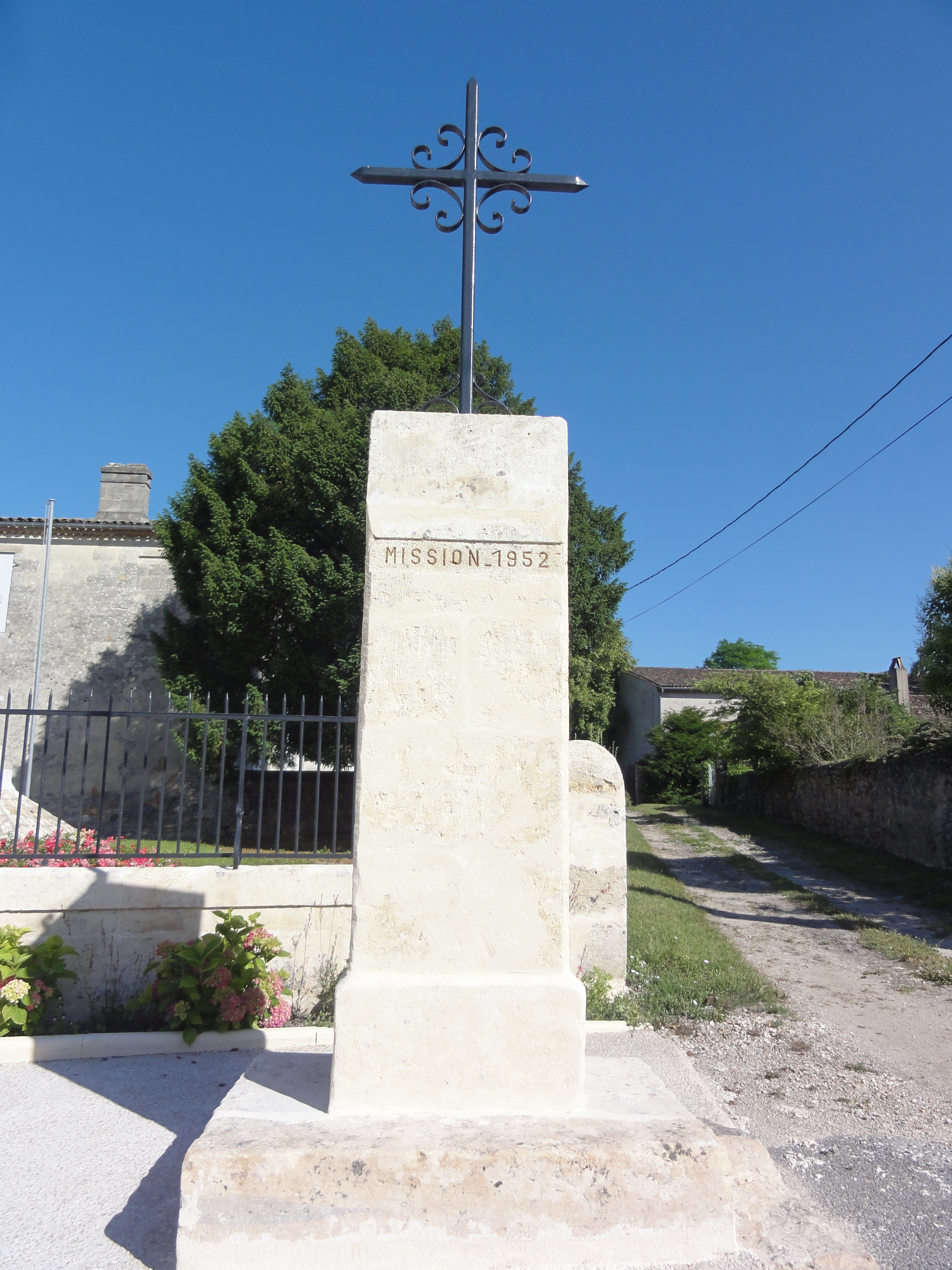
Croix de mission 1952
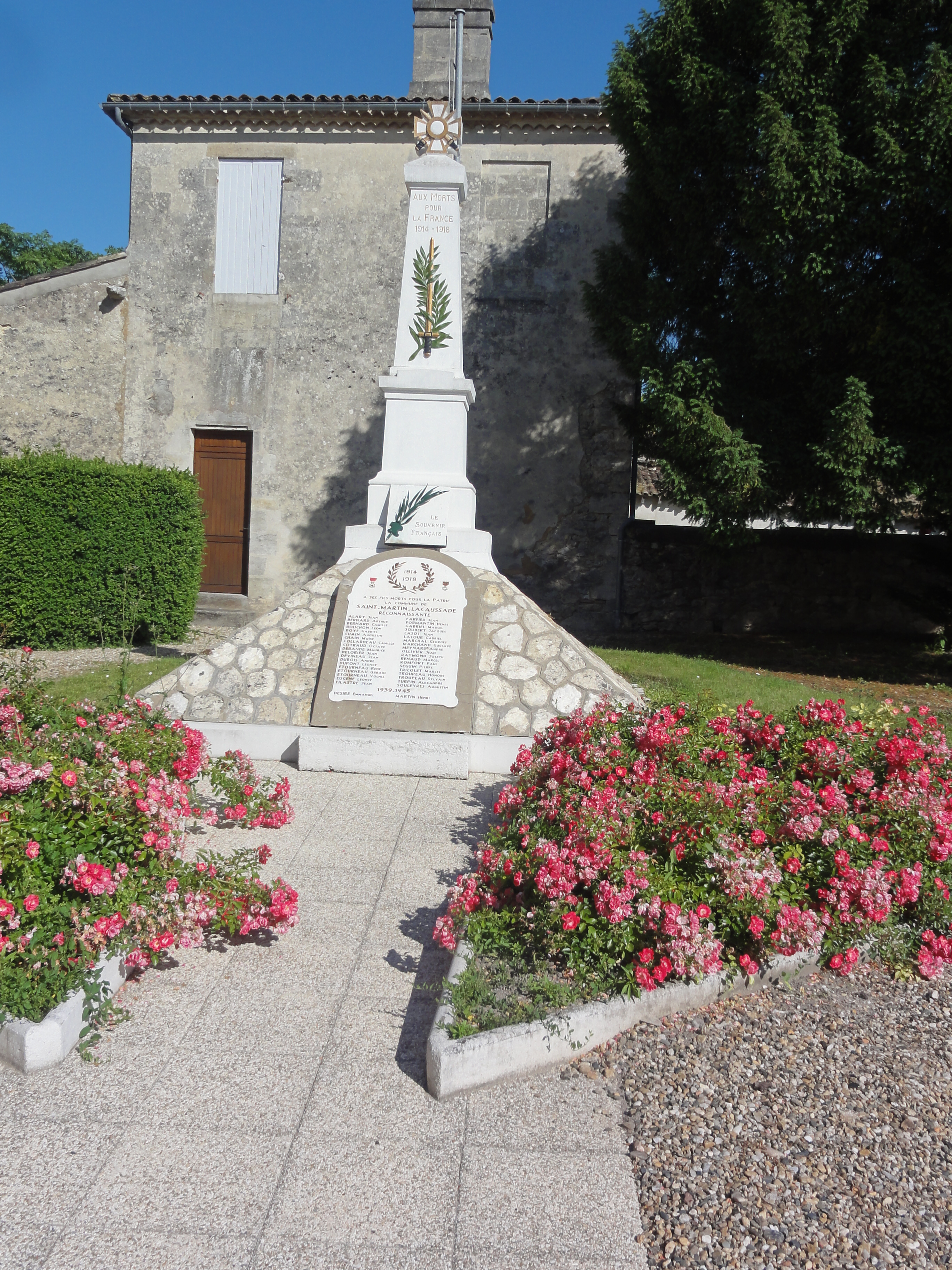
Le monument aux morts

## Héraldique
| Blason à dessiner | Blason  | D'argent à saint Martin au naturel, mouvant de la pointe et partageant son manteau, brochant sur une église du lieu d'or mouvant du flanc dextre, accompagné en chef senestre d'une grappe de raisin de gueules tigée et feuillée au naturel. Devise / Cri« res, non verba ». |
| Blason à dessiner | Détails | Le statut officiel du blason reste à déterminer. |